# Konishi Yukinaga
Konishi Yukinaga, (Sakai, 1555 – Quioto, 6 de novembro de 1600) foi um daimiô cristão que liderou a invasão japonesa na Coreia em 1592 e serviu a maior parte de sua vida, a Toyotomi Hideyoshi.
Konishi e seu pai eram convertidos ao catolicismo romano e eram frequentemente mencionados nos relatórios jesuítas do Japão.

## Vida
Filho de um próspero comerciante Sakai, que também foi um importante oficial na administração feudal de Toyotomi Hideyoshi, Konishi seguiu seu pai ao serviço de Hideyoshi; e tornou-se um dos generais mais confiáveis na bem-sucedida tentativa de Hideyoshi de unificar o Japão sob um controle central.
Quando, em 1592, Hideyoshi decidiu invadir a Coreia, as tropas de Konishi foram as primeiras a chegar em solo coreano. Nas suas primeiras expedições ganhou boa parte da Coreia do Sul, recebendo maior respeito e notoriedade na época. No entanto nos futuros anos, os números de tropas chinesas aumentaram, sendo bem maiores que as japonesas na Coreia.
Em 1597, Hideyoshi lançou uma nova invasão da Coreia. As tropas de Konishi voltaram a ter relativo sucesso no início, mas assim que começaram a enfrentar uma maior e mais equipada resistência chinesa, Hideyoshi morreu e Konishi voltou para o Japão para participar nas guerras civis.
Na Batalha de Sekigahara (1600), sua tentativa de impedir que o controle do país fosse para Tokugawa Ieyasu foi fracassada, perdendo a batalha e sendo capturado junto com Ishida Mitsunari e Ankokuji Ekei, sendo mais tarde decapitado.